# ريتشارد جيمس (عداء سريع)
ريتشارد جيمس (بالإنجليزية: Richard James)‏ هو عداء سريع أسترالي، ولد في 9 مارس 1956.